# Intel 8061
Az Intel 8061 mikrovezérlő, amelynek legfőképpen a Ford EEC-IV autóipari motorvezérlőben használnak, központi vezérlőegység szerepében. Az Intel 8096 közeli rokona, annak elődje. Az Intel 8061 csipet második forrásként a Toshiba gyártotta 6127 és 6126 modellszám alatt, valamint a volt Motorola, később Freescale Semiconductor, amely 2015 márciusában beolvadt az NXP Semiconductors cégbe.

## Bevezetés
Az MCS-96 család az Intel 8061-es mikrovezérlőből ered, amely a EEC-IV motorvezérlő-családban felhasznált első processzor. Az MCS-96 a 8061-es kereskedelmi célú származéka. A 8061-es és a 8096-os közötti különbségek között említendő az alkalmazott memóriainterfész-sín: a 8061-es M-Bus egy „adatlöket-módban” működő sín, amely egy nyomkövető programszámlálót igényel a memóriaeszközökben. A két alkatrészben jelentős különbségek vannak a bemeneti/kimeneti perifériák kiépítésében is – a 8061-esnek 8 HSI (impulzusmérő) bemenete, 10 HSO (impulzusgeneráló) kimenete van, a HSO kimenetek teljesen el vannak választva a HSI tűktől, és egy nem-mintavételező 10 bites analóg-digitális átalakítója (ADC), a 8096-osénál több csatornával. Az EEC-IV/8061 és a 8096 közötti sok eltérés abból adódott, hogy a be-/kimeneti érintkezők számának csökkentése miatt a tervezők a csatlakozások megosztott használata mellett döntöttek, és ezeket inkább a konvencionálisabb memóriainterfész-sín funkcióinak ellátására osztották ki.
A 8061-est és származékait szinte az összes, 1983-tól a 20. század végéig készült Ford gépkocsiban felhasználták. Ez processzor felügyelte az üzemanyagkeverék- és befecskendezés-vezérlést, előgyújtást (gyakran egy külön gyújtásvezérlő modullal együtt), kipufogógáz-visszavezetést és egyéb motorfunkciókat.

## Az M-Bus
A 8061-nek egy „M-Bus” elnevezésű, megszakítható löketüzemmódú 11 vezetékes 8 bites memóriainterfész-sínje van. Ez a sín egy programszámlálót és egy adatcím-regisztert igényel/használ minden memóriaeszközben. Minden csip reset vagy elágazási utasítás frissíti a programszámlálót a memóriaeszközökben, ami után az utasításfolyam adatainak soros kiolvasása következik. Az utasításfolyam megszakítható adatbájtok és adatszavak írása vagy olvasása céljából, amely műveletek a memória adatcím-regiszterét használhatják miközben a memória programszámlálójának másolata megőrződik – ez a módszer lehetővé teszi az utasításfolyam beolvasásának újrakezdését anélkül, hogy minden adatelérés után újra kellene küldeni egy programcímet. A célja mindennek a program gyakori megszakítása közben végzett gyors adatbeolvasás támogatása.

## Memóriatérkép
A 8061-nek egy 240 bájtos belső regisztertára van, amely a 0010H-tól 00FFH-ig terjedő címeken érhető el. A 0002H-től 000FH-ig terjedő címeken a bemeneti/kimeneti portok találhatók. Az egész 8061 családban a 0000H cím egy állandó NULLA regiszter számára van fenntartva. Ez lehetővé teszi a relatív címzés használatát abszolút címek eléréséhez. A veremmutató a 00010H címen található. A 8061-es processzor 64 KiB memóriát címezhet. A reset/alaphelyzetbe állítás címe 2000H. A megszakítási vektorok területe a 2010H címen kezdődik. A csiphez külső programmemória csatlakozik, a 8361-es csip formájában. Ez 64 KiB memóriát tartalmaz.

## Gyártási eljárás, kiszerelés
A 8061 3 mikrométeres N-MOS szilíciumkapus folyamattal készült. 68 tűs lapos műanyag flatpack, kerámia-, és 40 tűs DIP tokozással készült, a be-/kimeneti csatlakozók számától függően, amit az adott modulterv követelményei határoztak meg.

## Származékok
1982-ben a Ford létrehozta a Ford Microelectronics gyártóüzemet a Colorado állambeli Colorado Springs-ben, amelynek feladata az EEC-IV család fejlesztése és terjesztése, autókban felhasználható más egyedi áramkörök kifejlesztése volt, és emellett a gallium-arzenid integrált-áramkör piac feltérképezése. A családba tartozó alkatrészek közé tartozik még a 8063-as csip, ami nem került gyártásba. A család tagja még a 8065-ös, ami egy memóriavezérlőt is tartalmaz és lehetővé teszi 1 megabájt memória címzését, ami jóval nagyobb, mint a 8061 és 8096 64 KiB memóriája. Ezt a csipet nagy mennyiségben gyártották.
A 8063 és 8065 és a Ford EPIC csip (electronic powertrain integrated controller, a 8065-ön alapul) mind a 8061-es CMOS technológiájú származékai. Ezek általános jellemzője a CMOS technológiából adódó csökkentett energiafelvétel.
A 8065 kiterjesztett utasításkészlettel rendelkezett, bővített regisztertára és jelentősen továbbfejlesztett be-/kimeneti rendszere volt. A 8065 regiszterfájl ezáltal a 0020H címtől 03FFH címig terjed, 4 bankban címezhető. A bemeneti-kimeneti portok címei a 0002H-től 001FH-ig találhatók, a veremmutató pedig a 00020H címen.

## HSI
A HSI a high speed input rövidítése és a 8061 eseményrögzítő rendszerét takarja. Az eseményrögzítő rendszer 8 csatornával rendelkezik a mérési és időzítő impulzusbemenetek számára. Működése a 8 bemeneti érintkező (tű) állapotának figyelésén alapul. Az érintkezők engedélyezhetők és tilthatók; ha a rendszer állapotváltozást érzékel az engedélyezett érintkezőn, akkor egy 16 bites időzítő értéket regisztrál egy FIFO-ban, mind a 8 tű új állapotával együtt. A FIFO egy kis dinamikus RAM-ban van megvalósítva.
A HSI-t például főtengelypozíció-érzékelő események időpontjainak rögzítésére használták, ebből határozták meg a motor sebességét.

## HSO
A HSO a high-speed output, nagy sebességű kimenet rövidítése. A 8061 egy 10 csatornás impulzusgeneráló kimeneti rendszerrel is rendelkezik, időzített kimenetek generálásához. Ez alapvetően nem más, mint egy kis méretű tartalommal címezhető memória (content-addressable memory, CAM) ami összehasonlítja az eseményekhez rendelt időpontokat a HSI rendszerében használt 16 bites időzítő értékével. Minden esemény időpontját egy paranccsal együtt a CAM-ba írja a külső program. Mikor egy CAM tárolóhely időértéke megegyezik a HSI időzítő értékével (azaz, ha bekövetkezett az előírt időpont), a rendszer végrehajtja az adott parancsot és törli a CAM ily módon feldolgozott elemét. Ha minden eseményt feldolgozott, a CAM kiürül.
A CAM memóriát dinamikus RAM-mal és egy összehasonlítóval szimulálták. A HSO-t különböző célokra használták, például az üzemanyag-befecskendezés impulzusainak időzítésére.

## ADC
Az ADC az analog-to-digital converter, analóg-digitális átalakító rövidítése. A 8061- és származékaiba egy többcsatornás analóg-digitális átalakítót is beépítettek a processzorcsipre. Ezt például a motor hőmérsékletének és a fojtószelep szög érzékelésére, és a kipufogógáz oxigénérzékelő beolvasására használták.

## Megszakítások
A 8061-es processzornak 8 csatornás, vektoros, prioritásos megszakítási rendszere van. Utódja, a 8065-ös már 40 csatornát (megszakítási vonalat) használ, amelyből 32 hozzá van kötve a HSI/HSO eseményrendszerhez.

## Soros port
A 8061 család különböző tagjai egy egyedi, lapkára integrált soros porttal rendelkeznek. Ezt eredetileg csak egy portbővítő mechanizmusnak szánták, nem pedig egy általános célú UART-nak, de a soros port feladatát megfelelően ellátja.

## Memóriabővítés
A 8061-et más integrált áramkörcsaládokkal együtt használták a gyakorlatban, ilyen volt például a 8361-es – egy társmemória ROM-mal és kis méretű RAM-mal. A későbbi modulokban egyszer programozható (OTP) EPROM memória helyettesíti az eredeti maszk-programozott memóriát – ez nagymértékben egyszerűsítette a logisztikát, mivel minden évjáratban nagy számú különböző ROM-ba ültetett kódot alkalmaztak.

## Fordítás
Ez a szócikk részben vagy egészben  az   Intel 8061 című angol Wikipédia-szócikk ezen változatának fordításán alapul.  Az eredeti cikk szerkesztőit annak laptörténete sorolja fel. Ez a jelzés csupán a megfogalmazás eredetét és a szerzői jogokat jelzi, nem szolgál a cikkben szereplő információk forrásmegjelöléseként.